# Courtney Hope
Courtney Hope, all'anagrafe Courtney Ann Hope (Dallas, 15 agosto 1989), è un'attrice, doppiatrice, produttrice cinematografica, ballerina e modella statunitense, nota per aver interpretato il ruolo di Sally Spectra Jr. nelle soap Beautiful (The Bold and the Beautiful) e Febbre d'amore (The Young and the Restless).

## Biografia
Courtney Hope è nata il 15 agosto 1989 in Dallas, nello stato del Texas (Stati Uniti d'America), ha un fratello che si chiama Jamie e all'età di tredici anni si è appassionata alla recitazione.

## Carriera
Courtney Hope da piccola ha ballato in modo competitivo in una compagnia di danza, esplorando una carriera nella recitazione, modellazione e ginnastica. All'età di tredici anni, ha abbandonato la scuola pubblica e ha frequentato una scuola di arti dello spettacolo con l'intenzione di trasferirsi a Los Angeles per intraprendere la carriera di attrice. All'età di quindici anni si è diplomata presso la scuola di arti dello spettacolo e un anno dopo ha iniziato il college. All'età di diciotto anni ha conseguito la laurea specialistica in psicologia.
Nel 2000 ha iniziato la sua carriera come attrice con il ruolo di Molly nella serie Walker Texas Ranger. Nel 2005 ha recitato nelle serie Joan of Arcadia (nel ruolo di Chelsea) e Related (nel ruolo di Anne) e ha anche recitato nel film televisivo Mrs. Harris diretto da Phyllis Nagy (nel ruolo di Madeira). Nello stesso anno ha ricoperto il ruolo della patrona del teatro nel film Dogg's Hamlet, Cahoot's Macbeth diretto da Joey Zimmerman.
Nel 2007 ha preso parte al cast del film Mad Bad diretto da Jon Keeyes e a quello del film televisivo Born in the USA diretto da Simon Curtis (nel ruolo di Amy Brenson). Nello stesso anno ha recitato nelle serie Jimmy fuori di testa (Out of Jimmy's Head) e in Grey's Anatomy (nel ruolo di Ariana). Nel 2008 ha preso parte al cast della serie CSI: Miami, nel ruolo di Kathy Meyers. Nello stesso anno ha ricoperto il ruolo di Mercedes nel cortometraggio The Nature Between Us diretto da William Owen Campbell. Nel 2009 ha interpretato il ruolo di Summer nel cortometraggio Salt diretto da Keith Parmer. L'anno successivo, nel 2010, ha recitato nei film Tic diretto da Keith Parmer (nel ruolo di Alex) e in Prowl diretto da Patrik Syversen (nel ruolo di Amber).
Nel 2011 ha interpretato il ruolo di Lacey Campbell nella serie Criminal Minds. L'anno successivo, nel 2012, ha ricoperto il ruolo di Mary Clark nella serie NCIS: Los Angeles. Nello stesso anno ha interpretato il ruolo di Genesis nel film Revan diretto da Hector Echavarria. Nel 2013 ha doppiato il personaggio di Glock Girl nel video game Someone Picked the Wrong Girl diretto da Bill Rogin. L'anno successivo, nel 2014, ha interpretato il ruolo di Halle nel film Vendetta e redenzione (Swelter) diretto da Keith Parmer. Nello stesso anno è entrata a far parte del cast della serie Motivate Me, nel ruolo di Clara.
Nel 2015 ha recitato nelle serie NCIS - Unità anticrimine (NCIS) e in Bones, nel ruolo di Elizabeth Collins. L'anno successivo doppiato il personaggio di Beth Wilder nel video game Quantum Break diretto da Mikael Kasurinen. Nello stesso anno ha recitato nella serie ispirata a quest'ultimo video game, sempre con il ruolo di Beth Wilder. Sempre nel 2016 ha recitato nella serie Transparent (nel ruolo di Una) e ha doppiato il personaggio di Sith Lord nel video game Star Wars: The Old Republic - Knights of the Eternal Throne diretto da Charles Boyd. Nel medesimo anno ha recitato nei film The Divergent Series: Allegiant diretto da Robert Schwentke e in Displacement diretto da Kenneth Mader. Inoltre, ha anche prodotto quest'ultimo film.
Dal 2017 al 2020 è stata scelta per interpretare il ruolo di Sally Spectra Jr. nella soap opera Beautiful (The Bold and the Beautiful). Nel 2018 ha ricoperto il ruolo di Brooke nel film Amore e ossessione (A Friend's Obsession) diretto da Craig Goldstein. Nello stesso anno ha interpretato il ruolo di Jett nel cortometraggio Gimme Shelter diretto da Keith Parmer.
Nel 2019 ha interpretato il ruolo di Victoria nel film televisivo A Merry Christmas Match diretto da Jake Helgren. Nello stesso anno ha doppiato il personaggio di Jesse Faden nel video game Control diretto da Mikael Kasurinen e Sam Lake. Nel 2020 è tornata a doppiare il personaggio di Jesse Faden nei videogame Control: The Foundation diretto da Mikael Kasurinen, Sam Lake e Rosie Jones e in Control: AWE diretto da Mikael Kasurinen e Sam Lake. Nello stesso anno ha recitato nel cortometraggio Make Out diretto da J.W. Cudd.
Dal 2020, dopo aver terminato di recitare in Beautiful (The Bold and the Beautiful), la CBS le ha proposto di riprendere il personaggio di Sally Spectra Jr. per la soap opera Febbre d'amore (The Young and the Restless). Nel 2023 ha ricoperto il ruolo di Alex Strickland nel cortometraggio U.N.I.F.A. diretto da Angel Oquendo.

## Vita privata
Courtney Hope ha frequentato l'attore Chad Duell, con il quale si è fidanzata il giorno di San Valentino del 2021 dopo cinque anni di appuntamenti. La coppia si è sposata il 23 ottobre 2021 e si è separata meno di due mesi dopo. Nel gennaio 2022, Chad ha rivelato che né lui né Courtney avevano firmato nulla e hanno dichiarato di essere ancora sposati.

## Filmografia

### Attrice

#### Cinema
- Dogg's Hamlet, Cahoot's Macbeth, regia di Joey Zimmerman (2005)
- Mad Bad, regia di Jon Keeyes (2007)
- Tic, regia di Keith Parmer (2010)
- Prowl, regia di Patrik Syversen (2010)
- Revan, regia di Hector Echavarria (2012)
- Vendetta e redenzione (Swelter), regia di Keith Parmer (2014)
- The Divergent Series: Allegiant, regia di Robert Schwentke (2016)
- Displacement, regia di Kenneth Mader (2016)
- Amore e ossessione (A Friend's Obsession), regia di Craig Goldstein (2018)

#### Televisione
- Walker Texas Ranger – serie TV (2000)
- Joan of Arcadia – serie TV (2005)
- Mrs. Harris, regia di Phyllis Nagy – film TV (2005)
- Related – serie TV (2005)
- Born in the USA, regia di Simon Curtis – film TV (2007)
- Jimmy fuori di testa (Out of Jimmy's Head) – serie TV (2007)
- Grey's Anatomy – serie TV (2007)
- CSI: Miami – serie TV (2008)
- Criminal Minds – serie TV (2011)
- NCIS: Los Angeles – serie TV (2012)
- Motivate Me – serie TV (2014)
- NCIS - Unità anticrimine (NCIS) – serie TV (2015)
- Bones – serie TV (2015)
- Quantum Break – serie TV (2016)
- Transparent – serie TV (2016)
- Beautiful (The Bold and the Beautiful) – soap opera, 286 episodi (2017-2020)
- A Merry Christmas Match, regia di Jake Helgren – serie TV (2019)
- Febbre d'amore (The Young and the Restless) – soap opera (2020-in corso)

#### Cortometraggi
- The Nature Between Us, regia di William Owen Campbell (2008)
- Salt, regia di Keith Parmer (2009)
- Gimme Shelter, regia di Keith Parmer (2018)
- Make Out, regia di J.W. Cudd (2020)
- U.N.I.F.A., regia di Angel Oquendo (2023)

### Doppiatrice

#### Videogiochi
- Someone Picked the Wrong Girl, regia di Bill Rogin – video game (2013)
- Quantum Break, regia di Mikael Kasurinen – video game (2016)
- Star Wars: The Old Republic - Knights of the Eternal Throne, regia di Charles Boyd – video game (2016)
- Control, regia di Mikael Kasurinen e Sam Lake – video game (2019)
- Control: The Foundation, regia di Mikael Kasurinen, Sam Lake e Rosie Jones – video game (2020)
- Control: AWE, regia di Mikael Kasurinen e Sam Lake – video game (2020)

### Produttrice

#### Cinema
- Displacement, regia di Kenneth Mader (2016)

## Doppiatrici italiane
Nelle versioni in italiano dei suoi film e delle sue serie TV, Courtney Hope è stata doppiata da:
- Rossella Acerbo[51] in Beautiful[52]
- Martina Felli in Quantum Break

## Riconoscimenti
- Action on Film International Film Festival, Stati Uniti d'America
  - 2018: Vincitrice del Premio Maverick per il film Displacement

- BAFTA Awards
  - 2020: Candidata come Attrice in un ruolo di primo piano per il videogioco Control

- Daytime Emmy Awards
  - 2021: Candidata come Miglior interpretazione di un'attrice non protagonista in una serie drammatica per Beautiful (The Bold and the Beautiful)

- Method Fest
  - 2010: Candidata come Miglior cast d'insieme per il film Tic

- Soap Hub Award
  - 2020: Candidata come Attrice preferita per la soap opera Beautiful (The Bold and the Beautiful)
  - 2021: Candidata come Faida preferita insieme a Michelle Stafford per la soap opera Febbre d'amore (The Young and the Restless)

- Telly Awards
  - 2013: Vincitrice come Video online per il film Someone Picked the Wrong Girl

- The Game Awards
  - 2019: Candidata come Miglior attrice per il videogioco Control

- Young Artist Award
  - 2006: Candidata come Miglior interpretazione in una serie televisiva per Related